# Сибукава Ити-рю
Сибукава Ити-рю (яп. 澁川一流柔術) — школа дзюдзюцу, классическое боевое искусство Японии, основанное в последние годы сёгуната Токугава мастером по имени Сюто Кураносин Мицутоки.

## История
Школа Сибукава Ити-рю была основана в последние годы сёгуната Токугава (XIX век) мастером по имени Сюто Кураносин Мицутоки (1814—1898). Сюто проживал в деревне Сака, Хиросима, вместе со своим дядей, Миядзаки Гиэмоном Мицуёси. У последнего он обучался техникам таких школ, как Сибукава-рю и Намба Иппо-рю. Кроме того, Мицутоки тренировался в школе Асаяма Итидэн-рю.
В 1839 году, в одном из городских замков, Кураносин сражался против шести членов одного из кланов Хиросимы, защищая свою честь. Для него не составило труда победить их при помощи разработанных им техник дзюдзюцу. Случилось так, что один из членов клана города Мацуяма был свидетелем этой борьбе, и он рекомендовал мастера членам своего клана.
После этого случая Кураносин перебрался в город Мацуяма, Сикоку, и начал преподавать там техники собственной школы.
После реставрации Мэйдзи, Мицутоки часто возвращался в родную деревню Сака, где проживали его родственники. В 1879 году он умер в возрасте восьмидесяти девяти в городе Мацуяма, успев передать руководство над своей школой одному из своих учеников в Хиросиме. До XXI века сохранились две могилы Сюто Кураносина: в деревне Сака, Хиросима, и в хране Хогон, Мацуяма.
После смерти Сюто тренировки в городе Мацуяма прекратились, однако в деревне Сака школа Сибукава Ити-рю стала процветать и набирать популярность. Наиболее активным был додзё мастера Мията Томокити, второго наследника и хранителя традиций школы. Наиболее заметным его учеником являлся Курумадзи Кунимацу, костоправ и акупунктурист, который впоследствии открыл собственный додзё и стал третьим сокэ.
Самым талантливым учеником и последователем Курумадзи стал Унэ Сигэми. Он и стал законным преемником Кунимацу, обучаясь и помогаю своему учителю вплоть до смерти последнего.
На замену Унэ пришёл Моримото Кунио Цугутоки, один из лучших учеников своего учителя. Он был посвящён во все тайны искусства Сибукава ити-рю дзюдзюцу, а позже назначен в качестве законного преемника своего учителя. Явка на отпевание Унэ Сигэми была разрешена только Моримото и его ученикам.
Господин Моримото признан Ассоциацией японских традиционных боевых искусств Нихон Кобудо Кёкай и Ассоциацией по развитию японских традиционных боевых искусств (Нихон Кобудо Синкокай) в качестве законного преемника и главы школы Сибукава Ити-рю. По состоянию на 2009 год школа входила в состав организации Нихон Кобудо Кёкай.

## Программа школы
Помимо техник дзюдзюцу, в школе присутствуют такие дисциплины, как дзиттэдзюцу, танбодзюцу, бодзюцу и другие.

## Генеалогия
Линия передачи традиций школы Сибукава Ити-рю выглядит следующим образом:
1. Сюто Кураносин Мицутоки;
2. Мията Томокити Куницугу (1855—1922);
3. Курумадзи Кунимацу Масацугу;
4. Унэ Сигэми Цугуаки;
5. Моримото Кунио Цугутоки.

Побочная линия Сибукава Ити-рю выглядит следующим образом:
1. Кодзуэ Сигэтаро Кунитоки
2. Танита Дзюити Цугутоки
3. Танита Асао токинобу
4. Дзюн Осано Нобуцунэ